# Juan de Esquivel Navarro
Juan de Esquivel Navarro (* in Sevilla; wirksam im 17. Jahrhundert) war ein spanischer Tänzer. Er veröffentlichte 1642 seine Discursos sobre el arte del dançado, in denen er Hoftänze beschreibt.

## Leben und Werk
Aus seinen Discursos sobre el arte del dançado geht hervor, dass er gebürtig aus Sevilla war und nach Madrid ging, um bei Antonio de Almenda, dem Tanzmeister Philipps IV., zu studieren. Um 1637 kehrte er nach Sevilla zurück.
Seine Abhandlung enthält viel Altbekanntes aus der Geschichte des Tanzes. Er beschreibt 27 Tanzschritte und die dazugehörigen Tanzhaltungen. Er gibt ästhetische Hinweise für die Durchführung. Weiterhin listet er erfahrene Tanzmeister und ihre Schüler vor allem aus Sevilla und Madrid auf. Er gibt kurze choreografische Beschreibungen beispielsweise für die Pavane und die Galliarde, aber keine Tanznotation oder musikalischen Beispiele. Eine ausführliche Beschreibung bietet er für den Villano.